# Jürgen Theuerkauff
Jürgen Theuerkauff   (Berlín, 8 de setembre de 1934 - Bonn, 5 de setembre de 2022) fou un tirador d'esgrima alemany, especialista en sabre i floret, que va competir durant les dècades de 1950 i 1960. Es casà amb la també tiradora d'esgrima Gundi Theuerkauff.
Durant la seva carrera esportiva va prendre part en tres edicions dels Jocs Olímpics d'Estiu, el 1960, 1964 i 1968. El millor resultat el va obtenir el 1960, a Roma, on va guanyar la medalla de bronze en la prova del floret per equips.
En el seu palmarès també destaca una medalla de plata al Campionat del Món d'esgrima de 1959, així com cinc campionats alemanys individuals de sabre (1957, 1959, 1961, 1963 i 1965) i quatre de floret (1958, 1963, 1965 i 1966). A nivell de clubs guanyà 13 campionats consecutius de floret, entre 1956 i 1968, i cinc de sabre, entre 1964 i 1968.